# Adam Parol

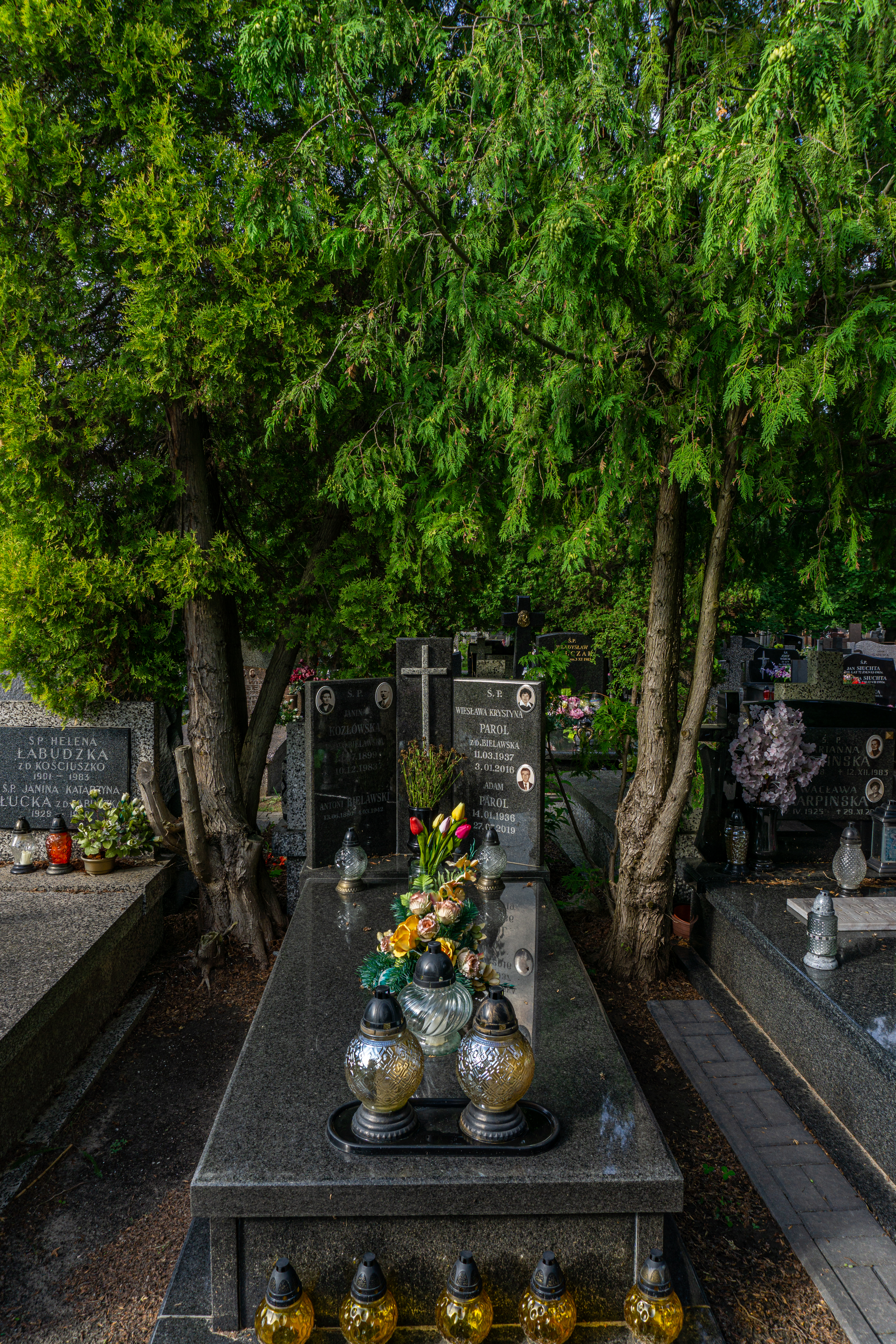
Grób Adama Parola na cmentarzu Komunalnym Północnym w Warszawie

Adam Andrzej Parol (ur. 14 stycznia 1936 w Ursusie, zm. 27 lipca 2019 w Warszawie) – polski inżynier mechanik i działacz partyjny, poseł na Sejm PRL VI kadencji.

## Życiorys
Syn Władysława i Zofii. W 1953 ukończył Technikum Budowy Obrabiarek w Pruszkowie i podjął pracę w Zakładach Mechanicznych „Ursus”, gdzie pełnił różne funkcje. Studiował jednocześnie na Politechnice Warszawskiej, którą ukończył w 1967.
W latach 1949–1956 należał do Związku Młodzieży Polskiej, gdzie przewodniczył zarządowi koła oraz zasiadał w zarządach szkolnym i zakładowym. W 1955 wstąpił do Polskiej Zjednoczonej Partii Robotniczej. Był w niej przez kilka lat sekretarzem Oddziałowej Organizacji Partyjnej. W lipcu 1969 objął stanowisko I sekretarza Komitetu Fabrycznego PZPR w zakładach „Ursus” i zasiadł w egzekutywie Warszawskiego Komitetu Wojewódzkiego partii. W 1972 uzyskał mandat posła na Sejm PRL w okręgu Pruszków. Zasiadał w Komisji Planu Gospodarczego, Budżetu i Finansów oraz w Komisji Przemysłu Ciężkiego i Maszynowego.
Pochowany na Cmentarzu Komunalnym Północnym w Warszawie (W-IV-11, 6, 3).

## Odznaczenia
- Złoty Krzyż Zasługi